# Fenylbutazon

Strukturformel för fenylbutazon.

Fenylbutazon (kemiskt namn 4-butyl-1,2-difenylpyrazolidin-3,5-dion), som på engelska ofta även kallas för bute, är ett icke-steroid antiinflammatoriskt läkemedel (NSAID) för korttidsbehandling av smärta och feber hos djur.